# Romeinen (volk)
De Romeinen als volk uit de oudheid zijn de stichters en inwoners van de stad Rome. Dit volk heeft een Indo-Europese oorsprong en taal.

## Oorsprong
De oorspronkelijke Romeinen behoorden breder gezien tot de Latijnen. Dit volk trok in het tweede millennium voor de jaartelling vanuit Midden-Europa naar Italië. De Latijnen vestigden zich in het gebied aan de Tiber met haar zeven heuvels, dat zij Latium noemden. Al snel bewoonden de Latijnen ongeveer 30 verschillende stadstaten. Lange tijd was het naburige Alba Longa belangrijker dan het nog kleine Rome. Een tijd lang werd Rome beheerst door de Etrusken. 
Met de uitbreiding van Rome (zie Romeinse Republiek) werd de Romeinse cultuur verspreid. Ook konden buitenlanders het Romeins burgerrecht verwerven. Daardoor werden geïmmigreerde Kelten, Grieken of Germanen later ook bij de Romeinen gevoegd.

## Romanen
Bij het uiteenvallen van het Romeinse Rijk tegen de vroege middeleeuwen raakte de benaming Romeinen steeds meer in onbruik en werd vervangen door lokale eigen benamingen. Door het ontstaan van plaatselijke dialecten en accentverschuivingen in het Latijn evolueerde het Latijn geleidelijk, in de late oudheid en middeleeuwen, tot verschillende huidige Europese talen, de Romaanse talen.
Sprekers van het vulgair Latijn en vroege vormen van de Romaanse talen begonnen zich Romanen (Latijn: romanus, meervoud romani) te noemen, om zich te onderscheiden van volken die het West-Romeinse Rijk tijdens de volksverhuizingen binnenvielen en veelal afwijkende talen spraken. Gedurende de middeleeuwen raakte ook dit begrip buiten gebruik en werd vervangen door regionale eigen benamingen. Afleidingen van deze benaming zijn alleen nog terug te vinden bij de Reto-Romanen (eigen benaming: Rumantschs), Roemenen (Români), Aroemenen (Armâni, Aramâni of Remeeni) en Istroroemenen (rumâri).
Het Oost-Romeinse Rijk bleef zichzelf Romeins noemen, evenals de inwoners. Veel Grieken noemen zich – als voormalig staatsvolk uit het Oost-Romeinse Rijk – nog steeds Romií (Grieks: Ρωμιοί; Romeinen), hoewel ze geen Romaanse taal spreken.
De naam van de Roma (zigeuners) is niet afkomstig uit het Latijn, maar van het Romawoord rom voor "echtgenoot".